# Bryan Clay
Bryan Ezra Tsumoru Clay (Austin, 3 de janeiro de 1980) é um ex-decatleta dos Estados Unidos, campeão olímpico e mundial da prova.

## Biografia
Bryan nasceu em Austin, Texas e foi criado no Havaí. Ele é afro-asiático. Sua mãe, Michele Ishimoto, era uma japonêsa imigrante para os Estados Unidos. Seu pai, Greg Clay, foi um afro-americano. Seus pais se divorciaram quando ele estava na escola e ele foi criado principalmente por sua mãe.
Clay tem um irmão mais novo, Nikolas, que também era um atleta de destaque na equipe de atletismo Azusa Pacific University.
Graduou-se no colégio James B. Castle High School (Kaneohe, Havaí) em 1998. É casado com Sarah Smith. Eles têm um filho, Jacob (n. 2005), e duas filhas, Katherine (Kate) (n. 2007) e Elizabeth (Ellie) (n. 2010). Clay acredita que o equilíbrio da saúde mental, física e saúde emocional vai ajudá-lo em uma competição atlética.

## Vida Atlética
Ele competiu no atletismo na escola, durante o qual ele foi treinado por Dacre Bowen e Martin Hee. Ele então assistiu Azusa Pacific University, um cristão evangélico faculdade perto de Los Angeles, Califórnia, onde ele competiu na Associação Nacional de Atletismo Interuniversitário e foi treinado por Mike Barnett, que ainda lhe treinadores. Clay ainda treina na Azusa Pacific University. Clay decidiu competir no decatlo após a persuasão por parte do Olimpo Huffins Chris.
Clay ganhou a medalha de prata na Olimpíada de 2004, e terminou em primeiro lugar no Campeonato Mundial de 2005. Ele foi incapaz de competir nos Campeonatos do Mundo de 2007 devido a lesões.
Clay ganhou a medalha de ouro na Olimpíada de 2008 no decatlo. Sua margem de vitória de 240 pontos em Jogos Olímpicos de Pequim 2008 foi a maior desde 1972. O campeão do decatlo olímpico é referido como o "Maior Atleta do Mundo" e antes das Olimpíadas, Clay foi testado por SPARQ para estabelecer sua Avaliação SPARQ através de um número de diferentes esportes. O teste destina-se a medir esporte específico atletismo e no Clay teste de futebol gravou uma pontuação de 130,40, o maior já registrado até esse ponto. Em comparação, Reggie Bush marcou um 93,38 na prova popular.
Ele é um dos dois atletas olímpicos presentes em um especial de pós-Jogos Olímpicos de Pequim edição Wheaties caixa de cereal, o outro era ginasta Nastia Liukin.
Suas tentativas de reconquistar seu título mundial de decatlo Campeonatos foram frustrados por uma lesão no tendão em junho de 2009. Isso o levou a desistir dos estudos norte-americanos, assim, ele perdeu a chance de competir no Campeonato do Mundo de 2009 em Berlim.  Ele voltou à ação em 2010 e ganhou o heptatlo masculino no 2010 IAAF Campeonato Mundial Indoor. No início de sua temporada ao ar livre, ele ganhou o 2010 Hypo Reunião, adiando o desafio de Romain Barras.